# Coupe de France 1989/90
Der Wettbewerb um die Coupe de France in der Saison 1989/90 war die 73. Ausspielung des französischen Fußballpokals für Männermannschaften. In diesem Jahr meldeten 5.672 Vereine, darunter auch solche aus den überseeischen Besitzungen Frankreichs, von denen mit JS Saint-Pierre aus Réunion auch wieder eine die erste landesweite Runde erreichte.
Titelverteidiger war Olympique Marseille, der in dieser Saison erneut bis ins Halbfinale vorstieß. Die Trophäe gewann diesmal Montpellier Hérault SC, der damit bei seiner dritten Finalteilnahme zum zweiten Mal erfolgreich war. Montpelliers erster Erfolg – damals noch als Sports Olympiques Montpelliérains – lag allerdings bereits 61 Jahre zurück. Endspielgegner Racing Paris 1 stand sogar bereits in seinem achten Finale, von denen es fünf hatte gewinnen können (letztmals 1949).
Für unterklassige Mannschaften war es insgesamt kein erfolgreicher Wettbewerb. Von den Amateurteams kamen nur fünf in das Sechzehntelfinale, allesamt in der dritthöchsten Spielklasse zuhause – und nicht eine einzige von ihnen überstand diese Runde. Die Mannschaften aus der Division 2 hingegen erreichten, wie in den zurückliegenden Jahren schon häufiger, erneut in größerer Zahl das Achtelfinale, aber von diesen sechs Zweitligisten kam nur ein einziger (Olympique Avignon) bis unter die letzten acht Teams und scheiterte dort am späteren Pokalgewinner.
Nach den von den regionalen Untergliederungen des Landesverbands FFF organisierten Qualifikationsrunden griffen ab der Runde der letzten 64 Mannschaften auch die 20 Erstligisten in den Wettbewerb ein. Wichtigste Neuerung in dieser Saison war die Abschaffung von Hin- und Rückspielen (1968/69 eingeführt) und die Rückkehr zum klassischen Pokalmodus mit Entscheidungen in jeweils nur einem Spiel. Die Paarungen wurden für jede Runde frei ausgelost und fanden im Zweiunddreißigstelfinale auf neutralem Platz statt. Vom Sechzehntel- bis zum Halbfinale wurde auch das Heimrecht durch Los ermittelt; das Endspiel findet seit der ersten Austragung der Coupe de France traditionsgemäß im Großraum Paris statt. Bei unentschiedenem Spielstand nach Verlängerung kam es zu einem Elfmeterschießen.

## Zweiunddreißigstelfinale
Spiele zwischen 16. und 18. Februar 1990. Die Vereine der beiden professionellen Ligen sind mit D1 bzw. D2 bezeichnet, diejenigen der landesweiten Amateurspielklassen mit D3 und D4, die höchsten regionalen Amateurligen als DH bzw. PH („Division d’Honneur“ bzw. „Promotion d’Honneur“).
| - Olympique Alès D2 – FC Toulouse D1 1:0 - OSC Lille D1 – Stade Reims D2 3:0 - Stade Rennes D2 – AS Saint-Seurin D2 1:0 - Olympique Marseille D1 – FC Tours D2 4:0 - Sporting Toulon D1 – AS Aix D4 4:1 - CS Sedan D3 – AS Beauvais D2 2:1 - FC Metz D1 – FC Montceau D2 6:0 - US Orléans D2 – Le Havre AC D2 2:1 - AJ Auxerre D1 – Red Star 93 D2 1:0 - SA Épinal D3 – RC Lens D2 2:1 - FC Nantes D1 – SO Cholet D4 2:0 - AS Nancy D2 – OGC Nizza D1 2:1 - FC Mulhouse D1 – CS Orne 1919 DH 2:0 - HSC Montpellier D1 – FC Istres D2 1:0 - FC Rouen D2 – AS Roanne D4 3:1 - FC Martigues D2 – SC Bastia D2 3:1 | - RC Strasbourg D2 – FC Sochaux D1 2:0 - CS Louhans-Cuiseaux D2 – Olympique Pavilly DH 1:0 - Olympique Avignon D2 – AS Monaco D1 3:2 n. V. - Stade Laval D2 – La Roche Vendée Football D2 1:0 - FC Gueugnon D2 – US Créteil D2 0:0 n. V. (4:3 i. E.) - Olympique Nîmes D2 – Olympique Lyon D1 1:0 - AS Cannes D1 – FC Perpignan D3 1:1 n. V. (4:3 i. E.) - Brest Armorique FC D1 – US Saintes D4 4:2 - Girondins Bordeaux D1 – Stade Plabennec PH 4:0 - Gazélec FCO Ajaccio D3 – SM Caen D1 1:0 - AS Saint-Étienne D1 – AS Angoulême D3 2:1 - Racing Paris 1 D1 – SCO Angers D2 3:2 n. V. - FC Saint-Lô D3 – Chamois Niort D2 2:2 n. V. (7:6 i. E.) - EAC Chaumont D2 – RC Épernay D4 2:1 - FC Clermont-Ferrand D3 – JS Saint-Pierre DH Réunion 2:1 - US Valenciennes D2 – Paris Saint-Germain D1 1:0 |

## Sechzehntelfinale
Spiele am 10. März 1990
| - FC Rouen D2 – Olympique Nîmes D2 0:1 n. V. - FC Martigues D2 – FC Clermont-Ferrand D3 3:0 n. V. - Sporting Toulon D1 – US Valenciennes D2 1:1 n. V. (5:6 i. E.) - FC Metz D1 – Stade Rennes D2 1:1 n. V. (4:2 i. E.) - Brest Armorique FC D1 – Olympique Avignon D2 0:1 - Gazélec FCO Ajaccio D3 – Olympique Marseille D1 1:3 - FC Mulhouse D1 – RC Strasbourg D2 0:0 n. V. (5:4 i. E.) - HSC Montpellier D1 – CS Louhans-Cuiseaux D2 5:1 | - OSC Lille D1 – AS Nancy D2 2:0 - CS Sedan D3 – Racing Paris 1 D1 0:2 - FC Gueugnon D2 – Stade Laval D2 1:0 - AS Cannes D1 – Olympique Alès D2 2:0 - US Orléans D2 – SA Épinal D3 1:0 - FC Nantes D1 – AJ Auxerre D1 2:1 - AS Saint-Étienne D1 – EAC Chaumont D2 1:0 - FC Saint-Lô D3 – Girondins Bordeaux D1 0:8 |

## Achtelfinale
Spiele am 10./11. April 1990
| - OSC Lille D1 – AS Cannes D1 0:0 n. V. (4:5 i. E.) - US Valenciennes D2 – AS Saint-Étienne D1 3:4 n. V. - Olympique Avignon D2 – US Orléans D2 2:1 - Olympique Marseille D1 – Olympique Nîmes D2 2:0 | - HSC Montpellier D1 – FC Nantes D1 2:0 - FC Martigues D2 – FC Mulhouse D1 0:2 - Racing Paris 1 D1 – FC Gueugnon D2 5:0 - Girondins Bordeaux D1 – FC Metz D1 4:0 |

## Viertelfinale
Spiele am 2. Mai 1990
| - AS Cannes D1 – Olympique Marseille D1 0:3 n. V. - Olympique Avignon D2 – HSC Montpellier D1 0:1 | - FC Mulhouse D1 – AS Saint-Étienne D1 2:2 n. V. (6:7 i. E.) - Racing Paris 1 D1 – Girondins Bordeaux D1 1:1 n. V. (5:4 i. E.) |

## Halbfinale
Spiele am 24. bzw. 25. Mai 1990
| - Olympique Marseille D1 – Racing Paris 1 D1 2:3 | - AS Saint-Étienne D1 – HSC Montpellier D1 0:1 |

## Finale
Spiel am 2. Juni 1990 im Pariser Prinzenparkstadion vor 44.067 Zuschauern
- HSC Montpellier – Racing Paris 1 2:1 n. V. (0:0, 0:0)

### Mannschaftsaufstellungen
HSC Montpellier: Albert Rust – Pascal Baills, Júlio César, Laurent Blanc , Frank Lucchesi – Jean-Claude Lemoult, Vincent Guérin, William Ayache, Abdelkader Ferhaoui – Daniel Xuereb, Éric Cantona
Trainer: Michel Mézy
Racing Paris 1: Pascal Olmeta – Hippolyte Dangbéto, Jean-Manuel Thétis, Michel Milojevic, Jean-Pierre Bade – Alim Ben Mabrouk , Stéphane Blondeau, David Ginola, Aziz Bouderbala – Abdeljalil Aïd (Luís Sobrinho, 57.), Philippe Avenet
Trainer: Henryk Kasperczak
Schiedsrichter: Gérard Biguet (Jarny)

### Tore
1:0 Blanc (103.)

2:0 Ferhaoui (108.)

2:1 Ginola (109.)

### Besondere Vorkommnisse
Schiedsrichter Biguets zweite Leitung eines Endspiel nach 1985 war ein Finale zweier Außenseiter, bei dem der im Schlussklassement der Division 1 13.-Platzierte auf den Tabellen-19. und somit einen der Absteiger traf.
Die JS Saint-Pierre aus Réunion wurde zu ihrer Zweiunddreißigstelfinalpartie von rund 700 Anhängern nach Paris begleitet; dafür hatte die Air France zwei Jumbo-Jets zur Verfügung gestellt. Saint-Pierres Niederlage konnte diese Unterstützung allerdings ebenso wenig verhindern wie die Tatsache, dass für sie ein 37-jähriger ehemaliger Frankreichprofi namens Roger Milla spielte, der vier Monate später mit Kameruns Nationalelf bei der Weltmeisterschaft in Italien glänzen sollte.